# Осов (Буда-Кошелёвский район)
Осов (бел. Восаў) — посёлок в Кривском сельсовете Буда-Кошелёвского района Гомельской области Белоруссии.

## География

### Расположение
В 21 км на юг от районного центра и железнодорожной станции Буда-Кошелёвская, 26 км от Гомеля.

### Гидрография
Река Иволька (приток река Уза).

## Транспортная сеть
Рядом автодорога Жлобин — Гомель.
Планировка состоит из короткой прямолинейной улицы, ориентированной с северо-востока на юго-запад. Застройка деревянными домами усадебного типа.

## История
По письменным источникам известен с XIX века. Наиболее активно посёлок строился в 1920-х годах. В 1930 году жители вступили в колхоз. На фронтах Великой Отечественной войны погибли 14 жителей посёлка. В 1959 году в составе колхоза имени М. И. Калинина (центр — деревня Ивольск).
До 16 декабря 2009 года в составе Ивольского сельсовета.

## Население

### Численность
- 2004 год — 18 хозяйств, 26 жителей.

### Динамика
- 1959 год — 102 жителя (согласно переписи).
- 2004 год — 18 хозяйств, 26 жителей.